# فكتور بانيكوف
فكتور بانيكوف (بالأوكرانية: Банніков Віктор Максимович)‏ (مواليد 28 أبريل 1938) هو لاعب كرة قدم. لعب مع منتخب الاتحاد السوفييتي لكرة القدم. سبق له أن لعب في كأس العالم لكرة القدم مع منتخب بلاده.

## روابط خارجية
- فكتور بانيكوف على موقع قاعدة بيانات كرة القدم.إي يو (الإنجليزية)
- فكتور بانيكوف على موقع ناشيونال فوتبول تيمز (الإنجليزية)
- فكتور بانيكوف على موقع عالم كرة القدم.نت (الإنجليزية)